# Долговське
Долго́вське (рос. Долговское) — село у складі Каргапольського району Курганської області, Росія. Адміністративний центр Долговської сільської ради.
Населення — 1085 осіб (2010, 1147 у 2002).
Національний склад населення станом на 2002 рік: росіяни — 97 %.